# Københavns Idræts Forening
Københavns Idræts Forening (forkortet KIF eller KIF Atletik) er en dansk atletikklub hjemmehørende på Østerbro i København. Foreningens træningsfaciliteter findes på Østerbro Stadion og i Club Danmark Hallen i Valby.
Foreningen har desuden sit eget klubhus ved Østerbro Stadion.
Idrætsforeningen har fire afdelinger: atletik, gang, idrætsmærke og skyttelauget.
Tidligere har man også haft afdelinger for boksning, gymnastik, håndbold, orientering og skiløb.
Omkring 200 atleter fra Københavns IF har vundet et dansk mesterskab eller sat en dansk rekord og 38 har deltaget i de Olympiske lege. Ved 100 års jubilæet i 1992 havde klubben vundet 575 danske mesterskaber. Klubben er dermed resultatmæssigt, i konkurrence med Sparta som har haft sin storhedstid de sidste 30-40 år, Danmarks bedste atletikklub gennem tiderne.

## Resultater
Københavns IF har i de seneste år vundet flere bronzemedaljer i mændenes Danmarksturnering og vandt i 2020 bronzemedaljerne i kvindernes Danmarksturnering (DM for hold).

## Foreningens historie

### Starten
Idrætsforeningen blev stiftet på et ungkarleværelse på Blegdamsvej 128 3.sal den 24. oktober 1892 under navnet Københavns Fodsports-Forening (KFF), hvilket gør den til Danmarks ældste atletikforening, men ikke den første. Den formodede første egentlige atletikforening i Danmark, Foreningen Sport, blev stiftet den 27. juni 1886 på Østerbro i København men findes ikke længere. Københavns Fodsports-Forenings navn blev først ændret til Københavns Idræts Forening (KIF) i 1914. Værten til det stiftende møde var fodboldspilleren og guldsmeden Alfred Bense, der endte med at blive valgt til foreningens første formand. Man gjorde det fra starten klart, at det drejede sig om en amatørforening, for at markere sin afstand til de professionelle løbere, der på daværende tidspunkt kunne ses i Tivoli. Foreningen startede med et medlemstal på de tolv stiftende unge løbs- og gangsportsentusiaster, som skulle betale 35 øre i kontingent hver måned. Klubbens første medlemmer var:
| - Alfred Bense, guldsmed - Marius E. Jørgensen, billedhugger - Jens Kristian Jensen, kommunelærer fra Brønshøj Skole - Albert Theodor Jensen, kontorist | - Henry Strøm, kontorist - Theodor Reingaard, assistent - Axel Reingaard, tilskærer - Andreas Holm (Harsfelt) | - Niels Christen Bendix Bjarnesen - Axel Hansen - Marius Myhlendorff - O. Ottesen |

I foreningens første ti år holdt man til i skoler, på Rosenborg Eksercerplads og i Fælledparken. 1905 fik man husly på kommunens boldbane på Fælleden til Enghavevej, hvor Boldklubben Frem hade sine baner. Konkurrencer afholdte man bl.a. på Clubben Cyclistens træbane i Bernstorffsgade.
Klubbens første Danmarks mesterskab kom 1894 da Marius E. Jørgensen vandt på 1 mile hvor klubben tog de tre første pladser.
Ved det første Danmarks mesterskab i svømning som blev afholdt på Orlogsværftets ophalerbedding i 1896 blev KFF:s G. Nielsen nummer tre på 100 meter fri med tiden 2:11,8.
Holger Nielsen og Eugen Stahl Schmidt var to af tre danske deltagere i de første olympiske lege i Athen i 1896, men klubbens største internationale navn Ferdinand Petersen deltog imidlertid ikke, han satte 9. august 1896 på K.B.s græsbane på Forchhammersvej uofficiel verdensrekord på 100 meter med tiden 11,0, hvilket ville have gjort sig ved OL samme år, hvor vindertiden blev 12,0.
Tre af klubbens løbere, Albert Theodor Jensen, Poul Harboe-Christensen og Christian "C" Christensen, vinder den svenske Dicksonpokal 1897-1900.
Klubben hade tre deltagere med til OL 1900 i Paris; Ernst Schultz blev nummer tre på 400 meter og Christian "C" Christensen nummer fem på 1500 meter og deltog også på 800 meter. Eugen Stahl Schmidt vandt med et dansk/svensk hold tovtrækningskonkurrencen.
Til OL 1908 i London hade klubben også tre deltagere; Svend Langkjær blev nummer otte i højdespring uden tilløb og deltog i længdespring uden tilløb, Harald Agger blev nummer 15 i hammerkast og Arne Højme Nielsen deltog i kapgang.
Tre af klubbens kapgængere satte i åren omkring århundredskiftet fire verdensrekorder på 50 km gang. I august 1897 satte den førnævnte Christian "C" Christensen to verdensrekorder inden for en uge forbedrede han rekorden via 5:33,54 til 5:30.26, men mistede allerede i september rekorden til spartaneren Peter Holm. Klubkammeraten Moritz Rasmussen tog den kort efter rekorden tilbage til klubben da han gik på 5:27.30, men den blev kort efter slået af tyskeren Ernst Förster som havde rekorden i næsten syv år inden Thor Cederstrand, den 10. maj 1904, forbedre verdensrekorden, da han gik på 5:14.05. Fælles for de fire verdensrekorder er at de alle blev sat i løb arrangerede af Københavns Fodsports-Forening i København.
Fortunløbet indstiftes 1896, det blev i 42 år afholdt tredje søndag i marts og var dengang den mest kendte atletikbegivenhed i Danmark. Med Albert Theodor Jensen som leder startede KIF i 1899 "ungdomsskolen", som efter et halvt år var oppe på 50 elever. Efter nogle år ophørte virksomheden dog, men blev efterfuldt af ”Ungdomsafdelingen”.

### Den gyldne æra – 60 år som Danmarks bedste atletik klub
På generalforsamlingen 23. oktober 1910 blev, efter et forslag fra Valdemar Ljungdahl, udseendet af klubdragter vedtaget; hvid trøje med Marius E. Jørgensens klubskjold på brystet og røde bukser.
1912 får KIF med indvielsen af Østerbro Stadion tilgang til, efter datidens målestok, super moderne trænings- og konkurrenceforhold på landets første atletikstadion, som stadig er foreningens daglige hovedkvarter.
Ved OL i Stockholm 1912 deltager otte af klubbens medlemmer;
Svend Langkjær i tikamp,
Johannes Granholm Christensen og Olaf Lodal på maraton ,
Lauritz Christiansen, Viggo Pedersen og Steen Rasmussen i terrænløb,
Aage Remfelt Rasmussen, Vilhelm Gylche i kapgang og atletikholdets leder Arne Højme Nielsen som var fanebærer ved indmarchen.
En af datidens store trænerkapaciteter, den svenske kastetræner Anders Wilhelm Kreigman var i klubben 1917-1919, det resulterede i en kraftig resultat udvikling bl.a. sattes flere danske rekorder af klubbens kastere og man havde to kastere med til OL i Antwerpen 1920 hvor seks af klubbens medlemmer deltager; den kun 20-årige Henry Petersen vinder en sølvmedalje i stangspring som er den bedste danske atletik placering i OL. Derudover deltager sprinterne August Sørensen og Marinus Sørensen, Oluf Kinch Petersen i kuglestød og spydkast, Valther Jensen i diskoskast samt Niels Petersen, som 1919 havde sat verdensrekord i 25 km gang, deltog i kapgang.
"Ungdomsafdelingen” startedes af Arne Højme Nielsen og Oluf Madsen og har siden da været tilholdssted for tusindvis af unge og er stadig en vigtig del af foreningens virksomhed.
Den legendariske Joakim Rasmussen var i en menneskealder leder og træner i ungdomsafdelingen.
I 1920'erne og 1930'erne var starten på klubbens gyldne æra med flere andre stjerner f.eks. havde klubben tolv OL-deltager i denne periode, udover de tidligere nævnte deltog også; Kai Jensen, Albert Larsen, Louis Lundgreen, Herman Larsen, Aksel Nikolajsen og Willy Rasmussen.
Ved de danske mesterskaber 1928 på Århus Stadion vandt klubben 12 av de 16 DM-titler.
En kvindeafdeling blev oprettet i 1925.
Klubben har lige fra starten fået mange medlemmer fra provinsen når de flyttede til København for at arbejde eller studere. En af disse var Henry Nielsen fra Aalborgklubben »Velo«, som af Dansk Atletik Forbund 1936 var blevet idømt en 18 måneders karantæne for at have taget imod penge for at løbe og dermed overtrådt amatørlovene. Han kom efter karantænen til KIF, men han fortsatte at overtræde amatørlovene og 1939 blev han som den første og skulle det vise sig ikke sidste KIFer udelukket fra idræt på livstid.
Under klubbens første år forsøgte medlemmerne med ”Banefonden” at skabe økonomisk grundlag for en idrætsplads til klubben, men med byggeriet af Østerbro Stadion som var klart 1912 fik klubben sin bane uden at selv skulle betale.
”Banefonden” fik dog imidlertid en anden stor betydning for klubben i det at fonden og økonomisk støtte fra en del ældre KIFere var det økonomiske grundlag for købet ”Skovhytten” i Vedbæk, som klubben købte 1944 til et pris af 27 000 kroner.
Mange KIFere´s håndværksmæssige indsatser skabte ”Skovhytten” som gennem tiden er blevet flittigt brugt af klubbens medlemmer.
Den bruges nu i dagtimerne af en børnehave.
Nye stadionanlæg blev anlagt i Valby (1939), Gentofte (1942) og Sundby (1923, udvidet 1933 og 1942) og der startede klubben lokalafdelinger. Der blev også startet en dameafdeling på Genforeningspladsen. Bedst klarede Amager-afdelingen sig med en levetid på cirka 20 år og her fostredes flere af klubbens største f.eks. Gunnar Nielsen.
Et af klubbens idrætslige højdepunkter kom på Europamesterskabet i Oslo 1946, det første mesterskab efter anden verdenskrig. Mange af de store idræts nationer var stadig påvirket af krigen.
KIF’ere var med i seks finaler. Niels Holst-Sørensen, et af dansk atletiks største navne gennem tiderne, fik her et internationalt gennembrud med en guldmedalje på 400 meter og en sølvmedalje på 800 meter.
Ved de første OL efter krigen i London 1948 deltog fire af klubbens medlemmer; Niels Holst-Sørensen på 800 meter, Alf Olesen i 3000 meter forhindringsløb samt klubben hidtil eneste kvindelige OL deltagere sprinterne; Birthe Nielsen og Hildegard Nissen.
I 1950'erne bliver Gunnar Nielsen Danmarks hidtil største løbernavn, som eneste dansk fødte løber at have sat to officielle verdensrekord; på 880 yards med 1.48.6, på Østerbro Stadion i 1954 og på 1500 meter med 3.40.8 i Oslo i 1955.
Gunnar Nielsen var i denne periode stærkt medvirkende til at der i på Østerbro Stadion kunne afholdes internationale atletikstævne med høje tilskuertal.
Efter at hans fjerde plads på 800 meter ved OL 1952 i Helsinki, så 6000 tilskuer KIF´s 60 års jubilæums stævne, hvilket dengang var et næsten fyldt Østerbro Stadion.
På 1000 meter vandt svenskeren Olle Åberg, der dog måtte sætte ny verdensrekord for at besejre Gunnar Nielsen, tidsforskellen var kun 0,5 sekund.
Ved OL 1952 deltager også Preben Larsen i trespring og Jørgen Munk Plum i diskoskast.
Gunnar Nielsen var klubbens eneste deltager ved OL 1956 i Melbourne og kapgængeren Leo Rosschou eneste deltager ved OL 1960 i Rom.
Da Dansk Atletik Forbund i 1959 indstifter Danmarksturneringen (Det danske holdmesterskab) for mænd er klubben fra begyndelsen med i den øverste række og bliver i 1960 og 1961 danske holdmestre.
Danmarksturnering for kvinder indstiftedes 1966 og klubben er med fra starten med i den øverste række. 1969 opnår klubbens kvinder en andenplads i Danmarksturnering, den hidtil bedste placering.
Mændene rykkede ud af 1. division i 1962 men vendte tilbage til 1. division i 1964, for atter at rykke ud årene derpå.
Maratonløberen Georg Olsen deltager i OL 1968 i Mexico City.
Efter at klubben stort set siden klubbens start havde domineret dansk atletik begyndte det at gå galt men det blev vendt i begyndelsen af 1970'erne, under den nye formand for atletik afdelingen Niels-Christian Bendixen´s ledelse. Det begyndte så småt at gå godt igen. Klubben hade en flere lovende talenter både mænd og kvinder bl.a. vandt Knud Erik Hede, Gert Kærlin og Knud Erik Boelman DM i holdcross, og i 1971 og 1972 vandt Gert Kærlin DM på 5000 meter og deltog ved OL i München. Også kvinderne var på klar fremmarch med navne som Margit Hansen, Pia Andersen og Loa Olafsson.
Eremitageløbet blev afholdt for første gang i 1969, og siden har omkring en halv million løbere gennemført løbet i Dyrehaven. Løbet er Danmarks største enkeltdags motionsløb og verdens ældste.
Initiativtagerne var Peter Schnohr og Richard Larsen.
Løbet afholdes i et samarbejde mellem B.T., Københavns IF og Københavns Skiklub.

### Opsplitningen 1973 – Mange tunge år
I 1970'erne opstod der en splitring mellem de nye og de gamle leder som kulminerede i foråret 1973.
Formanden for KIF's atletikafdeling, Niels-Christian Bendixen, kom på Dansk Atletik Forbunds delegeretmøde med forslaget, at DAF skulle indføre en idrætslig boykot af Sydafrika, som følge af landets apartheid love, men at blande sport og politik kunde ikke accepteres af adskillige gamle ultrakonservative idrætsledere.
Problematikken delte klubben i to lejre, hvor hovedbestyrelsen var af den opfattelse, at man ikke skulle blande sport og politik sammen og at Niels-Christian Bendixen havde overskredet sine beføjelser som atletikafdelings formand.
Hovedbestyrelse stødes af flere av de ældre atletikfolk, der for en dels vedkommende ikke havde vist hverken atletik eller klubben nogen støre interesse efter karrieren var afsluttet.
De yngre og aktive atletikfolk støttede til stor del deres afdelingsformand Niels-Christian Bendixen.
Efter tre generalforsamlinger resulterede det til sidst i at boykot-modstanderen Knud Basballe blev valgt til ny formand for KIF, med tre stemmers flertal over modkandidaten, Jette Schmidt.
Valget af Knud Basballe gjorde at største delen af atletikafdelingens medlemmer forlod mødet i protest og den 29. maj meldte de sig ud af KIF og stiftede foreningen AK73.
Konflikten skal også ses i lyset 1970'ernes ungdomsoprør og af generationsskiftet i klubbens ledelse, hvor de yngre leder forsøgte at gøre noget ved den noget kølige og bureaukratiske tone, som var blevet praktiseret af en patriarkalsk og autoritær ledelse i årtier.
Opsplitningen 1973 satte et brat stop for klubbens lyse fremtidsudsigter. Det blev mange tunge år.
I flere år var klubben præget af efterdønningerne fra splitningen som havde kostet dyrt sportsligt både på aktive og ledersiden.
De næste 15 år var klubben mest en klub for løbere og havde stor bredde indenfor eliten af dansk mellem- og langdistance løbere.
Klubben vandt mange danske mesterskaber i stafet og løbe holdkonkurrencerne, derudover deltog man også flere gange i Europacupen i cross for klubhold.
Det var i denne svære tid som Loa Olafsson var klubbens store stjerne, hun er et af de største navne i dansk atletiks historie.
Hun vandt sølv på 1500 meter ved JEM 1975 og satte allerede i 1977 som 19-årig sin første verdensrekord på 10.000 meter.
Året efter blev det til verdensrekord på både 5000 meter og 10.000 meter.
Alle tre verdensrekorder var uofficielle, officielle verdensrekord for kvinder først godkendt for disse distancer i 1981 og resultaterne var opnået i en konkurrence med deltagelse af både mænd og kvinder.
Tiderne 15.08.8 og 31.45.4 var bedre end de første godkendte verdensrekord – og 10.000 meter resultatet er ikke overgået af nogen dansk løber.
1988 vandt Henrik Jørgensen London Marathon som er et af verdens største og mest prestigefylde maratonløb, vindertiden 2.10.20 var et resultat i verdensklasse senere på året deltog han i Seoul som den 37. og seneste KIFer i de Olympiske lege. Henrik Jørgensen vandt også DAFs Vinterturnering både i 1988/1989 og 1989/1990.

### Tilbage i toppen af dansk atletik
1992 fejrede klubben sit 100 års jubilæums med det hidtil største og mest succesrige atletikstævne i Danmark.
Der deltog talrige verdens- og olympiske mestre- og rekordholdere bl.a. Carl Lewis.
Østerbro Stadion var fyldt til bristepunktet, mere end 12.000 overværede atletikstævnet, som af IAAF blev kåret til verdens tredjebedste stævne i 1992, kun overgået af Weltklasse i Zürich og Bislett Games i Oslo.
I jubilæums året kom mændene tilbage i elitedivisionen efter 19 års fravær (siden bruddet i 1973) efter sejr i oprykningskampen på Frederiksberg Stadion. Den senere verdensrekordholder Wilson Kipketer sætter klubrekord på 400 meter ved samme lejlighed. Fem år efter mændenes oprykning gør kvinderne dem følgeskab ved at vinde oprykningskampen på Rønne Stadion.
1999 vinder mændene bronzemedaljer efter en meget spændende kamp mod Esbjerg i DT-finalen, den bedste placering i 32 år. Senere vinder mændene 2002-2004, 2006-2009 samt 2011-2012 yderligere ni bronzemedaljer i Danmarksturneringen hvergang efter Sparta og Århus 1900. 2002 rykkede kvinderne ned i 1. division men kom hurtigt tilbage, 2012 opnår klubbens kvinder sølvmedaljer, den hidtil bedste placering siden 1969, hvor det også blev sølv.
Søren W. Johansson fra Aalborg AK, som 1989 var blevet idømt en to års karantæne for for doping med anabolske steroider,kom 1994 til KIF. Han vandt DM i femkamp 1994 og tikamp 1995, men han hade fortsat med doping og 1995 blev han taget med en positiv dopingprøve anden gang, også denne gang for brug af anabolske steroider og blev udelukket på livstid.
Klubben havde i denne periode efter jubilæumsåret flere atleter i den absolutte danske elite;
den mangesidige Anders Black vandt under årene 2003-2005 15 danske mesterskaber.
Kasterne; Michael Knudsen, Michael Johansen, Nick Petersen, Charlotte Wåhlin, Mette Overgaard (senere Rosentjørn) vandt et stort antal danske mesterskabersmedaljer.
Den unge stangspringer Rasmus W. Jørgensen tog 2005-2006 flere danske mesterskabersmedaljer.
Bland sprinterne overraskede Mads Bangsø da han 2002 løb 21,72 på 200 meter og dermed slettede Søren Willes over 30 år gamle klubrekord. Året efter vandt han Danmarksmesterskabet på 200 meter. Bredden i sprint var stor og på 4 x 400 meter vandt klubbens mænd DM 2006-2007 og 2012-2013 efter at have fået bronzemedaljer 2004. 2012 vandt mændene for første gang DM på 4 x 1500 meter og kvinderne vandt samme år 4 x 100 meter for første gang siden 1949, og for allerførste gang 4 x 400 meter.
Mads Bangsø (2005), Anders Black (2006), Rasmus W. Jørgensen (2007) og Nick Petersen (2010) valgte at skifte til lokal konkurrenten Sparta, men der kom også nye medlemmer udefra bl.a. flere sprintere og springere fra Hvidovre AM og Frederiksberg IF. 2008 vandt den kun 15-årige Andreas Trajkovski bronze i længdespring ved senior-DM og forbedrede det til sølv de to følgende år. 2012 vandt han som den første dansker sølv på på Junior-VM. Springerne Nick Ekelund-Arenander vandt også flere danske mesterskabersmedaljer og deltog i flere internationale mesterskaber inden han og flere andre fra KIF's sprintergruppe i 2014 fulgte med deres træner Christian Trajkovski til Sparta Atletik. På kvinde siden vandt Jessie Ipsen, Katrine Holten Kristensen og Maria Larsen flere danske mesterskabersmedaljer.
2000 blev opstarten af et nyt motionsløb for kvinder, Feminaløbet som havde 930 kvinder til start. Løbet blev en stor succes og 2002 var man oppe i 4200 tilmeldte og har i dag begrænset antal deltagere så der er kun plads til 7000 løbere. Friløbet startedes 2005.
2019 slog Astrid Glenner-Frandsen med tiden 11,39 i +1.9 m/s vind den 36-årige danske rekord på 100 meter på 11,42 (0,9) sat af Dorthe A. Rasmussen i 1983. Hun løb tiden i indledende heat ved et stævne i Skara i Sverige, i finalen løb hun 11,33 men med for meget vind på +2.6 m/s. Det var klubbens første kvindelige danske rekord i næsten 40 år, nemlig siden Loa Olafssons 3000 meter rekord i juni 1978.

## Ledelse
| Bestyrelse - Formand: Torben Laursen - Næstformand: Michael Mørkboe - Kasserer: Vandy Nielsen - Bestyrelsesmedlemmer: Torben Laursen, Maarja Siiner, Nis Maybom, Christoffer Tarres Madsen og Ida Norgil - Suppleant: Anna Krab Scheibelein Sportschef - Rolf Mortensen Løbsadministrator - Søren Brasen, Birgitte Røddik, Pernille Falck, Christoffer Tarras Madsen | Trænerstab Træner junior og senior - Sprint/Hækkeløb: Rolf Mortensen/Endre Eikenes Røsaker - Mellem/lang: Jesper Mølgaard - Spring: Wojciech Buciarski, Anne Sofie Olsen - Kast: Jesper Åndahl Ungdoms- og Juniortrænere - Albert K Ranning, Alberte Ulrik, Alma J Horsgaard, Alma S Witt, Andreas H Lange, Emanuel Kjær Hammann, Endre Eikenes Røsaker, Kasper Rabjerg, Klaus N Jensen, Lukas M Sørensen, Smilla M Kristensen, Vibha Soren, Rolf Mortensen, Mikaela M Sørensen |

## Klubrekorder

### Mænd
| - 100 meter: Albert Ranning 10,40 2019 - 150 meter: Albert Ranning 16,47 2018 - 200 meter: Nick Ekelund-Arenander 20,98 2013 - 300 meter: Nick Ekelund-Arenander 33,07 2013 - 400 meter: Nick Ekelund-Arenander 45,50 2013 - 800 meter: Wilson Kipketer 1,45,62 1992 - 1000 meter: Robert Kiplagat Andersen 2,19,76 1995 - 1500 meter: Mogens Guldberg 3,38,11 1994 - 1 Mile: Robert Kiplagat 3,58,54 1992 - 2000 meter: Robert Kiplagat Andersen 5,05,49 - 3000 meter: Mogens Guldberg 7,49,84 1994 - 5000 meter: Gert Kærlin 13,45,0 1972 - 10000 meter: John Christiansen 28,58,1 1990 - 10 km landevej: Henrik Jørgensen 29,01 1988 - 15 km landevej: Henrik Jørgensen 44,29 1989 - 20 km landevej: Bjørn Sivertsen 1,01,37 1989 - 30 km landevej: Lars Bo Sørensen 1,36,37 1986 - Halvmaraton: Henrik Jørgensen 1,04,47 1990 - Maraton: Henrik Jørgensen 2,10,20 1988 - 20 km kolonneløb Viggo Pedersen, Lauritz Christiansen, Osvald Johansen, Emanuel Hultmann, Johannes Granholm Christensen 1:15.01 1913 - 20 km gang: Klaus David Jensen 1,27,31 1998 - 30 km gang: Klaus David Jensen 2,18,01 1999 - 35 km gang: Klaus David Jensen 2,48,21 1998 - 50 km gang: Klaus David Jensen 3,59,14 1999 - 10000 meter gang (bane): Klaus David Jensen 43,00,7 1998 - 30.000 meter gang (bane): 2.24.58,3 Klaus David Jensen 1997 - 2 timer gang (bane): 25 660 meter Klaus David Jensen 1997 | - Længdespring: Andreas Trajkovski 7,82 2012 - Højdespring: Anders Black 2,15 2005 - Trespring: Jannick Bagge 15,45 2019 - Stangspring: Rasmus W. Jørgensen 5,05 2006 - Kuglestød: Nick Petersen 18,94 2009 - Diskoskast: Michael Johansen 53,28 2009 - Hammerkast: Michael Knudsen 64,55 1998 - Vægtkast: Michael Knudsen 20,41 1999 - Spydkast: Kenneth Petersen 81,22 1989 - Kaste-femkamp: Michael Knudsen 4039 point 1997 - Femkamp: Søren W. Johansson 3616 point 1994 Serie: (7,24-53,58-22,4-39,84-4:49,4) - Tikamp: Anders Black 7705 point 2005 Serie: (11,25-7,46-14,12-2,15-50,84 15,32-40,20-4,l0-57,92-4:39,05) - 110 meter hæk: Mikołaj Justyński 14,20 2015 - 200 meter hæk: Erik Jarlnæs 24,4 1967 - 400 meter hæk: Ole Dorph-Jensen 52,9 1943 - 3000 meter forhindring: Claus Scharnberg Jensen 8,59,2 1981 - 4 x 100 meter: Christian Trajkovski, Andreas Trajkovski, Matias Ludvigsen og Nick Ekelund-Arenander 41,34 2012 - 4 x 200 meter: Robin Rich, Morten Krogh, Steen N. Jensen og Søren W. Johansson 1,32,10 1994 - 4 x 400 meter: Brian O. Jørgensen, Christian Clausen, Peter Trajkovski, Nick Ekelund-Arenander 3,14,06 2013 - 4 x 800 meter: Michael Christiansen, Aksel Rosenlund, Mogens Guldberg og Robert Kiplagat 7,32,00 1994 - 4 x 1500 meter: Per Zillmer, Michael Christiansen, Lars Bang Nielsen, Robert Kiplagat 15,29,19 1992 - 1000 meter stafet: Peter Henriksen, Peter Christian Nielsen, Robin Rich, Wilson Kipketer 1,57,47 1992 - 10 x 200 meter 3:58,4 1925 |

Inde
| - 50 meter: Andreas Trajkovski 6,19 2008 - 60 meter: Martin Krabbe 6,84 2013 - 200 meter: Nick Ekelund-Arenander 21,42 2014 - 400 meter: Nick Ekelund-Arenander 46,31 2014 - 800 meter: Christian Clausen 1,52,85/1.52.16 (oversize) 2017 - 1000 meter: Wilson Kipketer 2,18,53 1992 - 1500 meter: Robert Kiplagat 3,39,78 1998 - 3000 meter: Mogens Guldberg 7,51,15 1993 - 1 mile: Gunnar Nielsen 4.03,6 1955 - 2 miles: Gert Kærlin 8,45,6h 1973 - 50 meter hæk: Tomas Kofoed-Nielsen 7,48 2014 - 60 meter hæk: Anders Black 8,38 2005 | - Længdespring: Andreas Trajkovski 7,59 2012 - Højdespring: Anders Black 2,11 2004 - Trespring: Jannick Bagge 15,23 2018 - Stangspring: Mikkel Ringsted 5,00 2020/2022/2023 - Kuglestød: Nick Petersen 18,36 2010 - Syvkamp: Anders Black 5537 point 2005 - 5000 meter gang: Klaus David Jensen 20,27,0 1999 - 4 x 200 meter: Andreas Trajkovski, Nick Ekelund-Arenander, Christian Trajkovski, Brian O. Jørgensen 1,28,44 2012 |

Robert Kiplagat  og Wilson Kipketer  blev danske statsborgere og repræsenterede Danmark.
Nick Ekelund-Arenander er både dansk og svensk statsborger og repræsenteret Danmark frem til 2016, derefter fra 2019 Sverige.

### Kvinder
| - 100 meter: Astrid Glenner-Frandsen 11,39 2019 - 150 meteer: Astrid Glenner-Frandsen 17,94 2018 - 200 meter: Astrid Glenner-Frandsen 23,84 2019 - 300 meter: Katrine Mikkelsen 40,29 2012 - 400 meter: Helle Sichlau 54,90 1984 - 800 meter: Ida Fillingsnes 2,05,17 2016 - 1000 meter: Loa Olafsson 2,47,5 1974 - 1500 meter: Loa Olafsson 4,10,7 1978 - 1 mile: Loa Olafsson 4,30,2 1978 - 2000 meter: Helle Bütow Jørgensen 6,27,4 - 3000 meter: Loa Olafsson 8,42,3 1978 - 5000 meter: Loa Olafsson 15,08,8 1978 - 10000 meter: Loa Olafsson 31,45,4 1978 - 10 km landevej: Loa Olafsson 32,33 1978 - 15 km landevej: Kersti Jacobsen 58,08 - 20 km landevej: Loa Olafsson 1,18,24 1974 - Halvmaraton: Kersti Jacobsen 1,18,05 1996 - Maraton: Yvonne Shashoua 3,03,02 1999 - Femkamp: Margit Hansen 3752 point 1973 Serie: (14,0-10,43-1,45-5,28-24,9) - Syvkamp: Pernille Mølbak 4502 point 1988 Serie:(15,9-1,58-9,78-27,5/4,86-35,22-2:19,6) - Nikamp: Margit Hansen 6026 point 1971 Serie: (14,4w-31,89-1,40-25,5w*/12,5-9,07-5,09-31,58-2:37,3) | - 80 meter hæk: Inge Schmidt Nielsen 11,8 1941 - 100 meter hæk: Annemarie Nissen 14,02 2016 - 200 meter hæk: Anne Sofie Nexø Andersen 30,85 2013 - 300 meter hæk: Alma Søby Witt 46,07 2018 - 400 meter hæk: Helle Sichlau 58,15 1984 - 3000 meter forhindring: Annemette Scheel Fischer 12,48,8 2011 - Længdespring: Jessie Ipsen 6,13 2010 - Annette Juma Nielsen 6,13 2023 6,33w 2021 - Højdespring: Pia Andersen & Thora Einarsdottir 1,65 1972/1994 - Trespring: Jessie Ipsen 12,81 – 12,93w 2012 - Stangspring: Anne Sofie Hyldtoft Olsen 3,62 2019 - Kuglestød: Charlotte Wåhlin 13,86 1998 - Diskoskast: Mette Overgaard (Rosentjørn) 44,84 2002 - Hammerkast: Charlotte Wåhlin 55,31 1998 - Spydkast: Mette Overgaard (Rosentjørn) 45,41 1999 - Vægtkast: Karen Westergaard 13,49 2001 - Kaste-trekamp: Charlotte Wåhlin 2081 point 1997 - Kaste-firekamp: Charlotte Wåhlin 2954 point 1997 - Kaste-femkamp: Mette Overgaard (Rosentjørn) 3519 point 2006 Serie:(28,14-12,92-38,71-12,12-42,29) | - 5 x 60 meter: 37,6 1947 - 10 x 60 meter: 1,23,8 1934 - 5 x 80 meter: 52,3 1944 - 4 x 100 meter: Astrid Glenner-Frandsen, Camilla Nissen, Annemarie Nissen og Katrine Holten Winther 48,17 2016 - 4 x 200 meter: Anne-Lise Schjønning, Ulla Østerberg, Gitta Jarlnæs og Margit Hansen 1,46,8 1967 - 4 x 400 meter: Katrine Holten Kristensen, Camilla Nissen, Louise Jørgensen og Ida Fillingsnes 3,49,79 2016 - 3 x 800 meter: Lene Arildskov, Loa Olafsson og Karen M. Rasmussen 7,08,2 1975 - 4 x 800 meter: Jytte Frankmar, Monica Petersen, Connie Olsen og Loa Olafsson 9,21,0 1978 - 1000 meter stafet: Sophia Bonde, Aliya Dahl, Milla Eskildsen og Celina Hagihara 2,17,34 2023 - 20 km kolonneløb: Greta Aartoft, Ingeborg Andersen, Herta Groth, Annalise Larsen, Marie Møller 2:23,31 1931 - 1000 meter gang: Sofie Damgaard 6:10,03 2012 - 10000 meter gang: Liselotte Rasmussen 56,12 1972 |

Inde
| - 50 meter: Astrid Glenner-Frandsen 6,73 2017 - 60 meter: Astrid Glenner-Frandsen 7,41 2020 - 200 meter: Astrid Glenner-Frandsen 24,18 2019 - 400 meter: Anna Krab Scheibelein 56,44 2024 - 800 meter: Ida Fillingsnes 2,06,16 2015 - 1000 meter: Sophie Søefeldt 3,06,36 2015 - 1500 meter: Maria Larsen 4,22,02 2015 DJR - 1 mile: Josephine Brysting 5,06,54 (oversize) 2018 - 3000 meter: Maria Larsen 9,19,56 2015 - 5000 meter: Josephine Brysting 17,41,36 (oversize) 2019 - 50 meter hæk: Annemarie Nissen 7,59 2017 - 60 meter hæk: Annemarie Nissen 8,82 2017 | - Længdespring: Lene Humlebæk (Demsitz) 6,43 1981 - Højdespring: Sofie Rasmussen 1,59 2014 - Trespring: Katrine Holten Kristensen 12,75 2014 - Stangspring: Anne Sofie Hyldtoft Olsen 3,70 2022 - Kuglestød: Charlotte Wåhlin 13,60 1998 - Vægtkast: Mette Overgaard (Rosentjørn) 12,61 2015 - Diskoskast: Maria Hansen 28,68 2015 - Femkamp: Mette Overgaard (Rosentjørn) 3114 p 2015 - 4 x 200 meter: Signe Boelsmand, Anna Krab-Scheibelein, Astrid Glenner-Frandsen, Katrine Holten Winther 1,43,42 2019 - 1000 meter kapgang: Sofia Bonde 7,13,77 2019 |

Loa Olafsson  havde islandsk pas, men har dog altid kun repræsenteret Danmark.

## Danske rekorder
KIFere som er indehavere af danske rekorder;
- 300 meter: Nick Ekelund-Arenander 33,07 22. juni 2013 (Dansk bedstenotering)
- 400 meter: Nick Ekelund-Arenander 45,50 13. juli 2013
- Spydkast: Kenneth Petersen 81,22 5. august 1989
- 4 x 100 meter landshold: Andreas Trajkovski 39,73 18. juni 2011[4]
- 4 x 400 meter landshold: Nick Ekelund-Arenander 3,07,08 2. juli 2011[5]
- 2 miles-inde: Gert Kærlin 8,45,6h 18. februar 1973 (Dansk bedstenotering)
- 1 mile: Loa Olafsson 4,30,2 25. maj 1978
- 3000 meter: Loa Olafsson 8,42,3 27. juni 1978
- 10.000 meter: Loa Olafsson 31,45,4 6. april 1978
- 4 x 100 meter landshold: Astrid Glenner-Frandsen 43,90 11. maj 2019[6]
- 100 meter: Astrid Glenner-Frandsen 11.39 6. juni 2019

## Verdensrekorder
KIFere som tidligere var indehavere af verdensrekorder;
- 100 meter: Ferdinand Petersen 11,0 9. august 1896 (uofficiel)
- 50 km gang: Christian "C" Christensen 5:33,54 8. august 1897 i København
- 50 km gang: Christian "C" Christensen 5:30.26 15. august 1897 i København
- 50 km gang: Moritz Rasmussen 5:27.30 10. oktober 1997 i København
- 50 km gang: Thor Cederstrand 5:14.05 10. maj 1904 i København[7]
- 25 km gang: Niels Petersen 1919 (uofficiel)
- 880 yards: Gunnar Nielsen 1.48.6 på Østerbro Stadion i 1954
- 1 mile inde: Gunnar Nielsen 4.03,6 i Madison Square Garden, New York, USA 1955 (uofficiel)
- 1500 meter: Gunnar Nielsen 3.40.8 på Bislett Stadion, Oslo 6. september 1955
- 10.000 meter: Loa Olafsson 33.34,2 1977 (uofficiel)♦
- 5.000 meter: Loa Olafsson 15.08,8 30 maj 1978 på Rundforbi Stadion i Sollerød Nærum (uofficiel)♦
- 10.000 meter: Loa Olafsson 31.45,4 på Østerbro Stadion 4. juni 1978 (uofficiel)♦

♦
Alle Loa Olafssons tre verdensrekorder var uofficielle (Bedstenoteringer), officielle verdensrekord for kvinder blev først godkendt for disse distancer i 1981 og resultaterne var opnået i en konkurrence med deltagelse af både mænd og kvinder.

## OL-deltagelser
KIF har haft 38 medlemmer som har deltaget i de Olympiske Lege
| 1896 Athen - Eugen Stahl Schmidt deltog på 100 meter - Holger Nielsen deltog i diskuskast. Holger Nielsen var også med i både skydning og fægtning og vandt en sølv- og to bronzemedaljer i disse idrætsgrene. 1900 Paris - Ernst Schultz Bronze på 400 meter - Christian Christensen nummer 4 på 1500 meter og i semifinale på 800 meter. - Eugen Stahl Schmidt Guld i tovtrækning 1906 Athen Robert Madsen som var stangspringer i KIF, deltog som gymnast og var med til at sikre Danmark sølvmedaljer i holdkonkurrencen. 1908 London - Svend Langkjær nummer 8 i højdespring uden tilløb, uden placering i længdespring u.t. - Harald Agger nummer 15 i hammerkast - Arne Højme Nielsen i gang Robert Madsen deltog som gymnast og var med til at sikre Danmark 4. pladsen i holdkonkurrencen. 1912 Stockholm - Svend Langkjær i tikamp - Johannes Granholm Christensen nummer 29 på maraton - Olaf Lodal nummer 30 på maraton - Lauritz Christiansen nummer 14 i terrænløb og nummer 5 i holdkonkurancen - Viggo Pedersen nummer 23 i terrænløb og nummer 5 i holdkonkurancen - Steen Rasmussen nummer 28 i terrænløb og nummer 5 i holdkonkurancen - Aage Remfeldt Rasmussen nr 4 i 10 km gang - Vilhelm Gylche i 10 km gang 1920 Antwerpen - August Sørensen på 100, 200 meter og 4 x 100 meter - Marinus Sørensen på 100 meter og 4 x 100 meter - Henry Petersen Sølv i stangspring - Oluf Kinch Petersen nummer 11 i kuglestød og nummer 19 i spydkast - Valther Jensen nummer 7 i diskoskast - Niels Petersen nummer 11 i 3000 meter gang og diskvalificeret på 10 km gang | 1924 Paris - Henry Petersen nummer 4 i stangspring - Kai Jensen til semifinale efter at han vandt sit indledende heat på 800 meter, deltog også på 400 meter og 4 x 100 meter - Albert Larsen til mellemheat på 800 meter, deltog også på 1500 meter - Louis Lundgreen på 110 meter hæk og 400 meter hæk 1928 Amsterdam - Albert Larsen til mellemheat på 800 meter deltog også på 1500 meter - Louis Lundgreen på 400 meter, 110 meter hæk og 400 meter hæk - Herman Larsen på 400 meter hæk - Aksel Nikolajsen nummer 10 i stangspring 1936 Berlin - Willy Rasmussen i længdespring 1948 London - Niels Holst-Sørensen nummer 9 på 800 meter - Alf Olesen deltog i 3000 meter forhindringsløb - Birthe Nielsen deltog på 100 meter og var på 4 x 100 meter holdet som blev nummer 5 - Hildegard Nissen var på 4 x 100 meter holdet som blev nummer 5 1952 Helsinki - Gunnar Nielsen nummer 4 på 800 meter - Preben Larsen nummer 13 i trespring - Jørgen Munk Plum nummer 13 i diskoskast 1956 Melbourne - Gunnar Nielsen nummer 10 på 1500 meter og var med i indledende heats på 800 meter 1960 Rom - Leo Rosschou nummer 25 i 20 km gang 1968 Mexico city - Georg Olsen blev nummer 34 i maraton 1972 München - Gert Kærlin nummer 10 på 5000 meter 1988 Seoul - Henrik Jørgensen nummer 22 på maraton |

## VM-deltagelser
| 1978 Glasgow - Loa Olafsson nummer 32 på 6km cross - Connie Olsen nummer 36 på 6km cross 1979 Limerick - Connie Olsen nummer 35 på 6km cross 1980 Paris - Lars Bo Sørensen nummer 151 på 12km cross - Connie Olsen nummer 81 på 6km cross 1981 Madrid - Lars Bo Sørensen nummer 179 på 12km cross - Claus Scharnberg Jensen nummer 195 på 12km cross 1982 Rom - Lars Bo Sørensen nummer 146 på 12km cross 1985 Lissabon - Lars Bo Sørensen nummer 198 på 12km cross - John Christiansen nummer 241 på 12km cross 1987 Warszawa - John Christiansen nummer 204 på 12km cross 1987 Rom - Henrik Jørgensen nummer 9 på maraton 1990 Aix-les-Bains - John Christiansen nummer 138 på 12km cross - Claus Clausen nummer 156 på 12km cross | 1991 Antwerpen - Henrik Jørgensen nummer 100 på 12km cross 1993 Toronto - Mogens Guldberg nummer 5 på 3000m inde 1995 Gøteborg - Robert Kiplagat Andersen nummer 22 på 1500 meter 1997 Athen - Klaus David Jensen nummer 30 på 20km gang 1999 Sevilla - Klaus David Jensen nummer 30 på 50km gang 2013 Moskva - Nick Ekelund-Arenander nummer 18 på 400 meter 2019 Doha - Astrid Glenner-Frandsen nummer 13 på 4x100 meter Stafet-VM 2019 Yokohama - Astrid Glenner-Frandsen nummer 8 på 4x100 meter | Ungdoms-VM 2009 Bressanone - Andreas Trajkovski nummer 9 i længdespring 7,32 (7,33 i kval.) 2013 Donetsk - Maria Larsen nummer 23 på 800 meter - Peter Trajkovski nummer 48 på 100 meter og nummer 33 på 200 meter - Christian Clausen nummer 54 på 400 meter Junior-VM 2006 Beijing - Rasmus Olsen nummer 15 på 4 x 400 meter 3:16.94 - Rasmus W. Jørgensen nummer 26 i stangspring 4,80 - Nick Petersen nummer 26 i kuglestød 16,89 2008 Bydgoszcz - Rasmus Olsen 400 meter 2012 Barcelona - Andreas Trajkovski Sølv i længdespring 7,82 2014 Eugene - Maria Larsen nummer 16 på 1500 meter 4:21,68 2015 Guiyang - Maria Larsen nummer 30 på 6km Cross |

## EM-deltagelser
| 1946 Oslo - Niels Holst-Sørensen Guld på 400 meter, Sølv på 800 meter og nummer 5 på 4 x 400 meter - Alf Olesen nummer 4 på 3000 meter forhindring - Gunnar Bergsten nummer 5 på 4 x 400 meter deltog på 400 meter - Jørgen Heller Andersen nummer 7 på 800 meter - Ole Dorph-Jensen faldt og kom ikke i mål i det inledende heat på 400 meter hæk - Skúli Guðmundsson nummer 7 i højdespring - Helmer Petersen nummer 8 i stangspring - Hildegard Nissen deltog på 100 og 200 meter. 1950 Bryssel - Jørgen Munk Plum nummer 8 i diskoskast 1954 Bern - Gunnar Nielsen Sølv på 1500 meter - Leo Rosschou nummer 14 på 10 km gang 1974 Rom - Loa Olafsson på 1500 meter 1978 Prag - Loa Olafsson nummer 16 på 3000 meter - Connie Olsen nummer 25 på 3000 meter 1981 Grenoble - Lene Humlebæk (Demsitz) nummer 6 i længdespring-inde | 1994 Paris - Mogens Guldberg disk. på 3000 meter inde 1994 Helsinki - Mogens Guldberg på 1500 meter 1998 Budapest - Charlotte Wåhlin nummer 33 i hammerkast - Klaus David Jensen nummer 25 på 50 km gang 2009 Torino - Nick Petersen nummer 22 i kuglestød inde. 2011 Paris - Nick Ekelund-Arenander nummer 23 på 400 meter-inde 2012 Helsinki - Nick Ekelund-Arenander nummer 14 på 400 meter 46,57 2013 Göteborg - Nick Ekelund-Arenander nummer 10 på 400 meter-inde 47,34 | Junior-EM 1973 Duisburg - Loa Olafsson nummer 7 på 1500 meter 4,19,90 - Pia Andersen nummer 17 på 800 meter 2,12,15 1975 Athen - Loa Olafsson Sølv på 1500 meter 4,19,6 2011 Tallinn - Andreas Trajkovski nummer 7 i længdespring 7,50 2013 Beograd - Maria Larsen nummer 28 i 4 km cross 14,01 2014 Samokov - Maria Larsen udtaget i 4 km cross men kom ikke til start pga. sygdom 2015 Eskilstuna - Maria Larsen nummer 4 på 1500 meter 2015 Hyères - Maria Larsen Bronze 4 km cross hold og nummer 12 individuellt | U23-EM 2007 Debrecen - Nick Petersen nummer 18 i kuglestød 16,47 2009 Kaunas - Nick Petersen Sølv i kuglestød 18.94 - Nick Ekelund-Arenander nummer 10 på 4x400 meter 3.17,15 - Matias Bredahl Reedtz nummer 10 på 4x400 meter 3.17,15 2011 Ostrava - Nick Ekelund-Arenander nummer 9 på 400 meter 46,86 2016 Chia, Sardinien - Maria Larsen Cross nummer 28 - Josephine Brysting Cross nummer 38 2007 Debrecen - Nick Petersen nummer 18 i kuglestød 16,47 2019 Gävle - Albert Ranning nummer 24 på 100 meter 11,00 og udtaget på 4x100 meter |

## KIFs danske mestre
Alle klubbens 149 individuelle danske mestre i atletik og gang siden starten i 1892:
| - Erik Aas Vestergaard - Harald Agger - Viggo Andersen - Anders Axelsen - Jannick Bagge - Lars Bang Nielsen - Mads Bangsø - Bjarne Bender Mortensen - Gunnar Bergsten - Asbjørn Birkelund - Anders Black - Carl Boesen - Carl Brodde - Villy Buhl - Walther Bruun Jensen - Aage Christiansen - Allan Christiansen - Carl Georg Christensen - Christian "C" Christensen - Carl Christensen - John Christiansen - Lauritz Christiansen - Michael Christiansen - Sofus Christensen - Bengt Christoffersen - Christian Clausen - Aage Collin - Ole Dorph-Jensen - Ernst Ecks - Nick Ekelund-Arenander - Aage Elmer - Hans Jacob Errboe - Svend Fallesen - Svend Gjørling - Astrid Glenner-Frandsen - Vilhelm Gylche - Johannes Granholm Christensen | - Mogens Guldberg - Kristian Gyldenstein - Axel Valdemar Hansen - Margit Hansen - Oscar Hansen - Peter Hansen - Thorkild Hansen - Inge Harder - Kai Hartvig - Knud Erik Hede - Svend Aage Helnov - Ernst Heuser - Niels Holst-Sørensen - Katrine Holten Kristensen - Emanuel Hultmann - Arne Højme Nielsen - Jessie Ipsen - Martin Iversen - Finn Jacobsen - Nadja Jin Storm - Albert Theodor Jensen - Kai Jensen - Klaus David Jensen - Martin Jensen - Ole David Jensen - Valther Jensen - Erik Johansen - Kaj Johansen - Michael Johansen - Verner Johansen - Søren W. Johansson - Annete Juma Nielsen - Albert Jørgensen - Carl Jørgensen - Henrik Jørgensen - Marius E. Jørgensen - Rasmus W. Jørgensen | - Torben Jørgensen - Oluf Kinch Petersen - Robert Kiplagat Andersen - Malene Kjærsgaard - Holger Kleist - Michael Knudsen - Jørgen Kornerup-Bang - Martin Krabbe - Gert Kærlin - Svend Langkjær - Albert Larsen - Birthe Larsen - Maria Larsen - Preben Larsen - Richard Larsen - Randrup Lindholt - Robert Lindholm - Valdemar Ljungdahl - Louis Lundgreen - Oluf Madsen - Robert Madsen - Helge Melbin - Svend Mogensen - Jørgen Munk Plum - Birthe Nielsen - Gunnar Nielsen - Gurli M. Nielsen - Harry Nielsen - Henri Nielsen - Henry Nielsen - William Nielsen - Aksel Nikolajsen - Hildegard Nissen - Klaus Nygård Jensen - Loa Olafsson - Alf Olesen | - Connie Olsen - William Palme - Kaj Pedersen - Kenneth Petersen - Mette B. Pedersen - Tonni Pedersen - Viggo Pedersen - Aage Petersen - Charles Petersen - Ferdinand Petersen - Helmer Petersen - Henry Petersen - Nick Petersen - Niels Petersen - Viggo Petersen - William Petersen - Aage Remfeldt Rasmussen - Jytte Rasmussen - Liselotte Rasmussen - Moritz Rasmussen - Willy Rasmussen - Mette Rosentjørn - Christian Rosschou - Leo Rosschou - Viktor Sabroe - Arturo Santillan - Claus Scharnberg Jensen - Kaj Schoubye - Maria Severin - Michael Schmidt - Ernst Schultz - Yvonne Shashoua - Helle Sichlau - August Sørensen - Marinus Sørensen | - Andreas Trajkovski - Peter Trajkovski - Charlotte Wåhlin - Max Ørum |

Alle klubbens 10 øvrige danske mestre:
| Feltsport - Finn Faxner - Ole Hansen - Knud Jensen | Orientering - Ole Hansen - Bodil Jakobsen - Ayoe Nielsen | Skiløb - Thorkild Hansen - Henrik Stray Jørgensen - Ruth Eriksen | Skydning - Leif Ebling - Niels Petersen |

Danske mesterskaber i atletik for hold:
| Mænd - Danmarkstuneringen: 1960-61 - 4 x 100 meter: 1902, 1906, 1909-10, 1912-15, 1919-20, 1922, 1935-37, 1942-45, 1947-50 og 1954 - 4 x 400 meter: 1920, 1922, 1924-30, 1932, 1934-35, 1941, 1943-47, 1949-50, 1955-56, 2006-07 og 2012-13 - 4 x 800 meter: 1992 og 1994 - 4 x 1500 meter: 1961, 1992-1993 og 2012 - 4 x 200 meter-inde 2011 - Cross 4 km hold: 1970, 1993 og 1996 - Cross 8 km hold: 1939, 1942, 1945, 1956-57 og 1962 - Cross 12 km hold: 1988, 1990 og 1993 - Maraton hold: 1985-86 - DM Hold - Mellem/langdistance: 2012 - Tovtrækning: 1906 | Kvinder - 4 x 100 meter: 1946-47, 1949 og 2012 - 4 x 200 meter-inde: 2006 og 2011 - 4 x 400 meter: 2012-13 - Cross 4 km hold: 1975-78 - 10 km hold: 1982-83 |

## DM rekorder
- Første DM titel -mænd: 1894 Marius E. Jørgensen på 1 mile
- Flest individuelle DM titler -mænd: 28 Louis Lundgreen (110 meter hæk: 9, 400 meter hæk: 9, 400 meter: 5, trespring: 5)
- Flest individuelle DM titler -kvinder: 19 Loa Olafsson
- Flest DM-titler i træk -mænd: 8 Gunnar Nielsen 800 meter 1949-1956 og Jørgen Munk Plum diskoskast 1951-1958
- Flest DM-titler i træk -kvinder: 7 Gurli M. Nielsen diskoskast 1944-1950
- Flest DM-titler samme år: 5 Loa Olafsson 1977 og Anders Black 2003, 2004 og 2005.
- Flest DM-titler på samme store DM: 4 Louis Lundgreen (1927, 1928 og 1929: 400 meter, 110 meter hæk, 400 meter hæk, trespring)
- Flest DM-titler på samme store DM: 3 Loa Olafsson (1977: 800 meter, 1500 meter, 3000 meter)
- Længst tid mellem første og sidste individuelle DM- titel: 14 år Louis Lundgreen 1924-1938
- Yngste DM-vinder -mænd: 18 år Peter Hansen (længdespring 1917), Bjarne Bender Mortensen (trespring inde 1983), Rasmus W. Jørgensen (stangspring inde 2007), Andreas Trajkovski (100 meter 2011), Peter Trajkovski (200 meter-inde 2014) og Christian Clausen (400 meter-inde 2014 - Hold:16 år (4 x 400 meter 2012)
- Yngste DM-vinder -kvinder: 15 år Loa Olafsson (4 km cross 1973)
- Ældste DM-vinder –mænd: 38 år Svend Langkjær (kuglestød 1924) Hold: 46 år Christian Trajkovski (4 x 200 meter inde 2011)
- Ældste DM-vinder –kvinder: 37 år Yvonne Shashoua (3000 meter inde-1999)
- DM-titler i flest discipliner: 6 Anders Black (60 meter hæk inde, højdespring, højdespring inde, femkamp, syvkamp inde, tikamp)
- DM-tripler (alle medaljer til KIF): 1894 1 mile, 1898 1 mile, 1908 diskoskast, 1909 100 meter og 4 x 100 meter, 1913 100 meter og 400 meter, 1917 længdespring og 1935 200 meter (fire første)
- Flest DM-titler til klubben på samme store DM: 12 (af 16) 1928
- Fra 1896 frem til 1968 fik klubben mindst en danmarksmester per år. 1937 og 1961 vandt man dog intet individuelt mesterskab kun på 4 x 100 meter (1937) og Danmarkstuneringen samt 8 km cross for hold (1961). Derudover fik klubben intet individuelt DM; 1892-1893 (intet DM afholdt), 1895, 1969, 1979-1982, 1985-1987. Bare ti ud af 129 år uden mindst et individuelt DM.

## Bøger
- Københavns Idræts-Forening – Københavns Fodsports-Forening 24. oktober 1942 50 Aar. Udgivet i anledning af Københavns Idræts Forenings 50 års jubilæum 24. oktober 1942. Chr. Christiansens bogtrykkeri, København. 1942.
- KIF 100 Aar – Københavns Idrætsforening 24. oktober 1992. Udgivet i anledning af Københavns Idræts Forenings 100 års jubilæum 24. oktober 1992.
- Dansk Sportsleksikon udgivet i samarbejde med Dansk Idræts-Forbund. Redaktion Axel Lundqvist Andersen og Jørgen Budtz-Jørgensen. Bind 1 og 2. Standard-forlaget 1944
- Nordisk Familjeboks Sportlexikon – uppslagsverk för sport, gymnastik och friluftsliv. Band I-VI. Nordisk Familjeboks Förlags Aktiebolag, Stockholm Klara Civiltryckeri AB 1938.